# Ypthima florensis
Ypthima florensis är en fjärilsart som beskrevs av Pieter Cornelius Tobias Snellen 1890-1891. Ypthima florensis ingår i släktet Ypthima och familjen praktfjärilar. Inga underarter finns listade i Catalogue of Life.